# Theodor Pyl

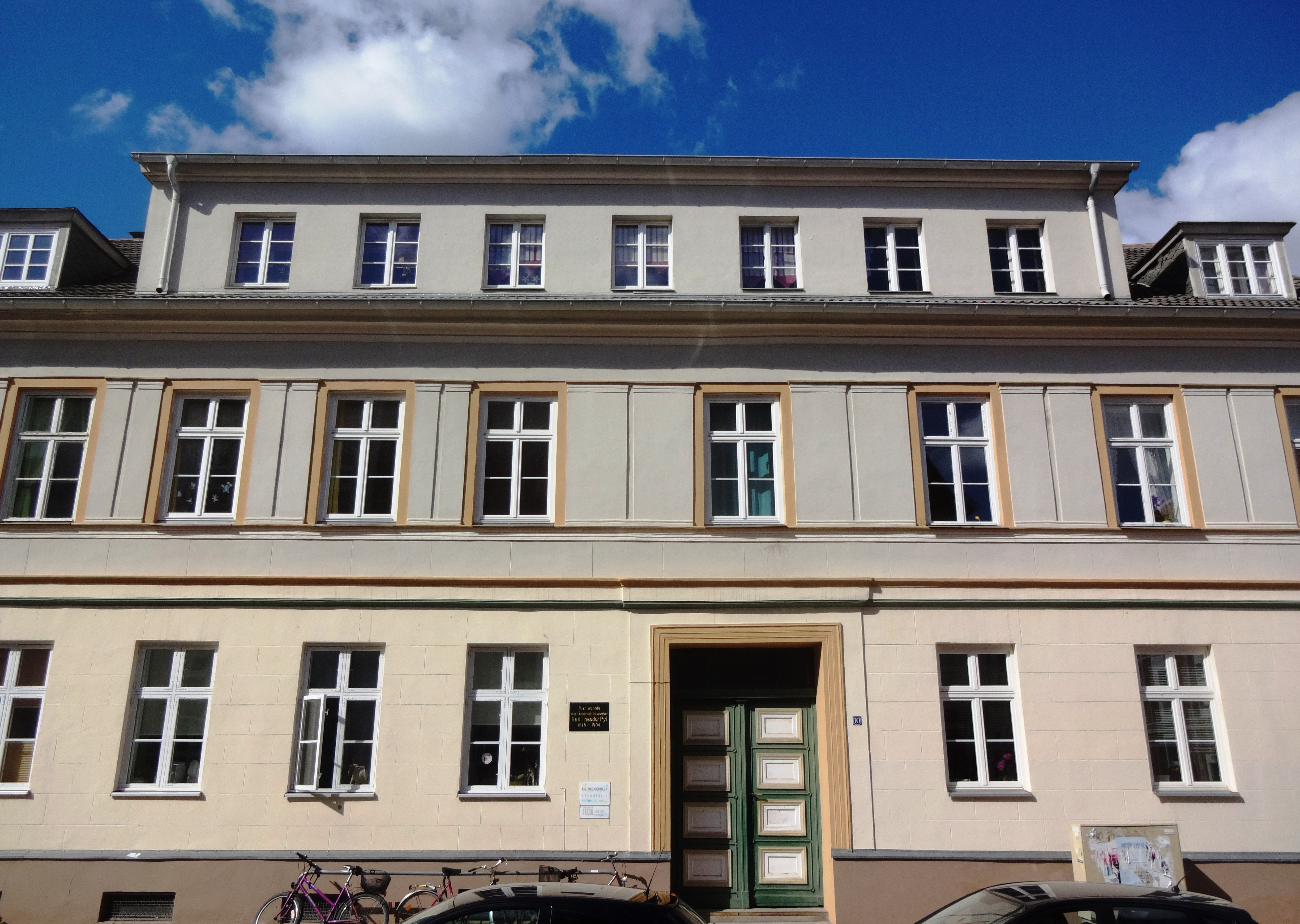
Immeuble résidentiel Theodor Pyl, Fischstraße 10, Greifswald

Karl Theodor Pyl (né le 10 novembre 1826 à Greifswald et mort le 13 décembre 1904 dans la même ville) est un historien prussien.

## Biographie
La famille Pyl a ses origines dans la ville hanséatique voisine de Stralsund. Fils de l'avocat de Greifswald Gottfried Theodor Pyl (1791-1853), Pyl étudie l'histoire de l'art, la littérature et la philosophie aux universités de Greifswald, Göttingen et Berlin. En 1853, il s'habilite à l'Université de Greifswald. Plus tard, il se tourne également vers l'archéologie et la mythologie. En 1865, Pyl est nommé chef du Rügisch-Pommerschen Abteilung der Gesellschaft für Pommersche Geschichte und Altertumskunde, et il donne régulièrement des conférences sur l'histoire locale. La même année, Pyl devient également chef du cabinet académique des pièces de monnaie à Greifswald. En 1879, Pyl est nommé professeur d'histoire régionale à l'université de Greifswald.
Theodor Pyl est président du comité de Greifswald de la Société d'histoire et d'antiquité de Poméranie et depuis le 24 avril 1885 également membre honoraire de l'Association pour l'histoire et l'archéologie du Mecklembourg. En 1895, Pyl est décoré de l'ordre de l'Aigle rouge de 4e classe et en 1900 de l'ordre de la Couronne de 3e classe.
Theodor Pyl est marié avec  Louise Lucée, la fille d'un lieutenant de Verden. Le couple a deux enfants : Agnes Pauline (1856-1885) et Paul Gottfried Theodor (1860-1935).

## Travaux
Du point de vue d'aujourd'hui, Pyl est important en tant qu'historien régional de la Poméranie-Occidentale. Avec Geschichte des Zisterzienserklosters Eldena et Geschichte der Greifswalder Kirchen und Klöster, il laisse d'importantes contributions scientifiques. Pyl écrit également des romans historiques et les drames Albrecht Dürer, Pontius Pilatus et Heinrich Rubenow (de) oder die Stiftung der Hochschule zu Greifswald. Pyl est l'auteur de l'encyclopédie biographique Allgemeine Deutsche Biographie et écrit plus de 80 articles, principalement sur des personnes liées à la Poméranie et à Rügen.

## Publications
- Petrus von Ravenna (de). Dans: Baltische Studien. Volume 20, Stettin 1864, p. 149–164 (online).
- Margareta von Ravenna: pommersches Lebensbild aus dem fünfzehnten Jahrhundert. Greifswald 1865. (online)
- Vom Hildagestade. Heimatsbilder. Greifswald 1876.
- Geschichte der Greifswalder Kirchen und Klöster, sowie ihrer Denkmäler, Nebst einer Einleitung vom Ursprunge der Stadt Greifswald. 6 Volumes. Greifswald: 1885–1900.
- Die Greifswalder Sammlungen, vaterländischer Alterthümer und die Kunstwerke des Mittelalters u. der Renaissance im Besitz der Universität, der Kirchen u. Behörden und der Greifswalder Abtheilung der Gesellschaft für Pommersche Geschichte und Alterthumskunde. Greifswald: 1869.
- Geschichte des Cistertienserklosters Eldena im Zusammenhange mit der Stadt und Universität Greifswald. Greifswald, Bindewald.
  - Teil 1: Innere Einrichtung des Convents, Beschreibung der Gebäude und Grabsteine, Uebersicht des Grundbesitzes und äußere Geschichte des Klosters, mit 6 Abbildungen der Ruine und der Grabsteine. 1880
  - Teil 2: Uebersicht der Quellen und Hülfsmittel, chronologische Reihenfolge der Aebte und Prioren, Regesten zur Geschichte des Klosters, sowie Orts- und Personen-Register. 1882.
  - Nachtrag. 1883
- Kunst und Künstler in Greifswald, ein Beitrag zur Pommerschen Kunstgeschichte. Dans: Beiträge zur Geschichte und Alterthumskunde Pommerns. Stettin 1898, p. 183–206.